# Chiesa del Santissimo Crocifisso (Rocca di Papa)
La chiesa del Santissimo Crocifisso è un luogo di culto cattolico, una delle principali chiese del comune di Rocca di Papa, in provincia di Roma. Attualmente, data la presenza nel comune di una consistente comunità di origine romena, la chiesa del Crocifisso viene utilizzata anche per la celebrazione del rito bizantino, sotto la giurisdizione ecclesiastica della Diocesi Ortododossa Romena d'Italia.

## Le origini: Santa Maria del Castello
All'interno della Fortezza Pontificia, edificata nel XII secolo, fu costruita una piccola cappella a uso dei pochi abitanti dell'antico borgo, e rinominata Santa Maria del Castello. Seppure non vi sia la data certa dell'edificazione, le fonti storiche conservate negli archivi del Vaticano riferiscono che il signore degli Annibaldi ivi sciolse gli abitanti dal vincolo di vassallaggio.

## L'incendio e la ricostruzione

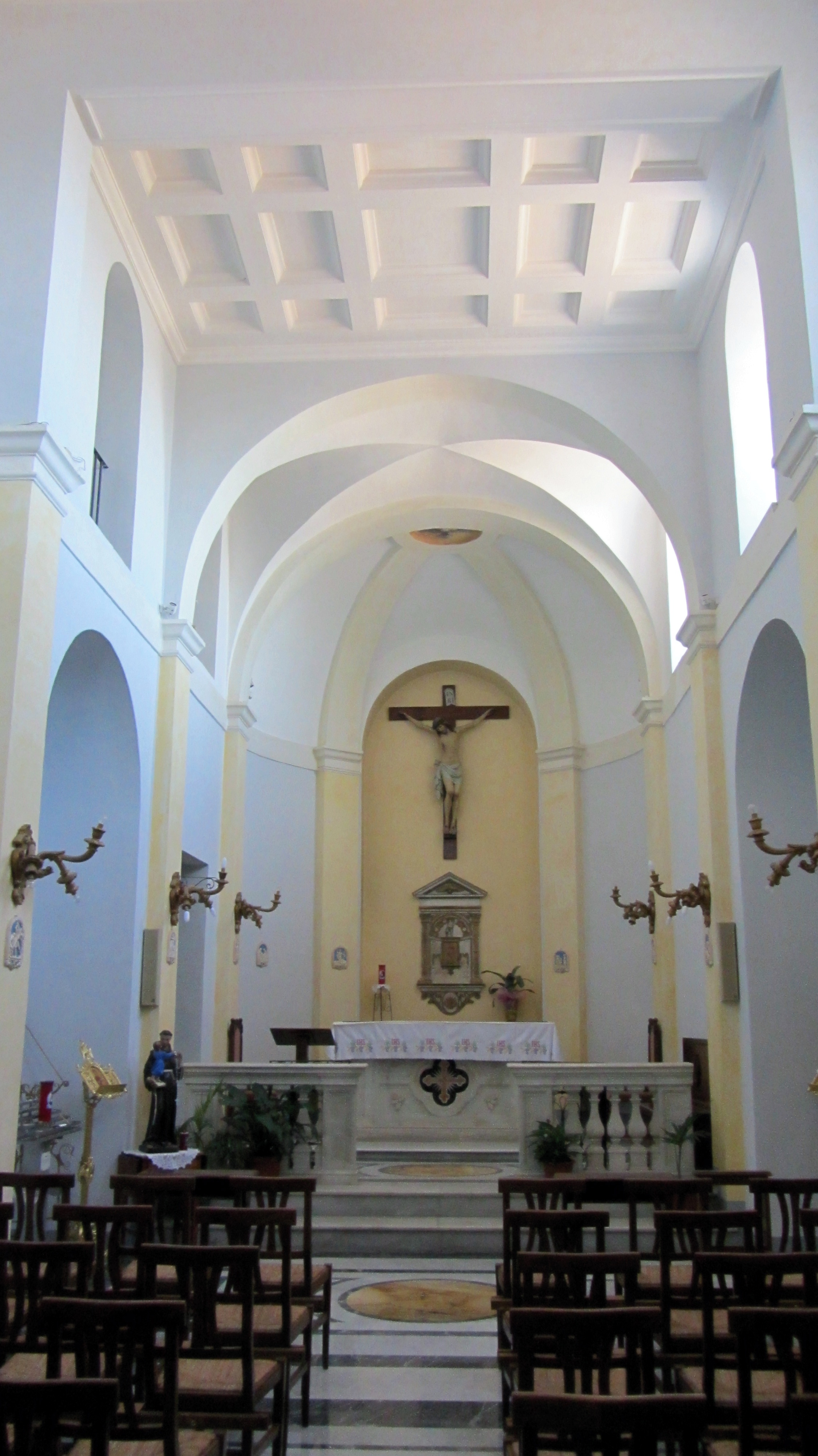
Veduta dell'interno a navata unica, restaurato nel 1993.

Un gravissimo incendio scoppiato il 22 marzo 1557 uccise almeno cinquanta persone, provocando gravi distruzioni agli edifici e alla piccola chiesetta. Per la ricostruzione, Ascanio Colonna stanziò 300 scudi da raccogliere nei comuni retti dalla famiglia.
Prontamente ricostruita, la nuova chiesa è molto più grande rispetto alla precedente. È difatti divisa in tre navate rette da tre piloni per lato, con tre cappelle (due a sinistra e una a destra), la sagrestia e il fonte battesimale dell'edificio crollato, risalente al 1490. Nella chiesa, promossa nel frattempo parrocchia, il 1º novembre 1613 fu proclamato patrono della città san Carlo Borromeo, morto nel 1584. La scelta non fu voluta, bensì frutto di un'estrazione tra dodici nomi di altrettanti santi.
La scelta piacque particolarmente alla famiglia Colonna: san Carlo era fratello di Anna Borromeo, che aveva contratto matrimonio con Fabrizio, figlio di Marcantonio. La cerimonia fu officiata dall'arciprete di Rocca Priora, Domenico Moresco, che si occupò della preparazione dei nomi dei santi, scelti tra i protagonisti della Controriforma.
La popolazione decise di spostare la celebrazione della festa del santo dal 4 novembre, che cadeva in un periodo ricco di impegni per i lavori nei campi, alla terza domenica del mese di luglio. La festa, che nel 1997 è stata riportata alla sua originale collocazione con una delibera comunale, viene attualmente celebrata sia a luglio che a novembre, per mantenere saldo il legame storico con la celebrazione estiva.

## L'abbandono
Nonostante l'importanza storica l'edificio venne abbandonato. Nel frattempo, iniziava la costruzione della chiesa di Santa Maria Assunta in Cielo, che iniziata nel 1664 si interruppe subito dopo (nel 1666), e ripartì con molte difficoltà dopo quasi un secolo. Il vecchio edificio della chiesa del Crocifisso, sempre più pericolante, crollò rovinosamente il giorno 11 settembre 1747, uccidendo una donna e ferendone sette, oltre a provocare il crollo di alcune abitazioni.

## La ricostruzione
Il 2 agosto 1842, l'arciprete Girolamo Sciamplicotti scrisse al principe Colonna chiedendo dei finanziamenti per la prosecuzione della ricostruzione della chiesa crollata, in quanto «io ho principiato a rifabricarla né posso terminarla». Ad aiutare l'ambizioso progetto ci pensò lo scultore tedesco Theodor Wilhelm Achtermann, che fornì sia aiuto economico oltre a preziose opere da lui stesso prodotte. Dopo 23 anni, nel 1865, la chiesa poté finalmente essere riaperta.
Per la chiesa del Crocifisso, Achtermann produsse le seguenti opere:
- Gruppo scultoreo della Crocifissione, Sepoltura e Resurrezione (1865): le scene della morte e resurrezione di Gesù Cristo erano inizialmente sistemate una sopra l'altra, con la "Sepoltura" conservata in una teca in cristallo. Sono poi state divise nella Crocifissione e la Sepoltura insieme alla Resurrezione. La Crocifissione è una parziale copia del modello conservato nella cattedrale di San Vito (Praga) a Praga.
- Ecce Homo (1875): busto ispirato all'opera conservata a Kaltern an der Weinstraße, nella provincia autonoma di Bolzano.
- Madonna (1862): dall'originale della St. Mauritz-Kirche della città di Münster nella Renania Settentrionale-Vestfalia.

La facciata fu prodotta nel 1880 grazie al lavoro congiunto dell'Achtermann e del sacerdote Giuseppe Lauri Colocci.

## Al giorno d'oggi
Nuovamente abbandonata dopo la fine della seconda guerra mondiale, la chiesetta che domina la parte più alta del borgo sembrava destinata alla stessa fine degli edifici che l'hanno preceduta, ma un sapiente restauro, conclusosi nel 1994 con l'inaugurazione da parte del vescovo Giuseppe Matarrese, a capo della diocesi di Frascati, ha restituito alla chiesa nuova dignità e vita. Dal 2009, vi si celebra il rito bizantino, grazie a una collaborazione tra i sacerdoti, cattolico e ortodosso, rocchigiani.

## La "proprietà" della chiesa
Dal 1865 ad oggi, l'edificio di culto è passato di proprietà diverse volte:
- 1865-1940: Chiesa di Santa Maria dell'Anima, sotto la proprietà della Chiesa nazionale tedesca
- 1940-1980: Sede suburbicaria di Frascati
- 1980-oggi: Confraternita del Santissimo Sacramento e di San Carlo Borromeo